# 松尾村 (岩手県)
松尾村（まつおむら）は、かつて岩手県岩手郡におかれていた村である。2005年（平成17年）9月1日に、同じ岩手郡の西根町・安代町と合併して八幡平市となり廃止された。

## 概要
岩手山・八幡平・前森山といった山がそびえ，八幡平リゾート・下倉・八幡平・安比高原の4つのスキー場があり、八幡平の南東・岩手山の西に松川地熱発電所がある。
かつては日本最大の硫黄鉱山であった松尾鉱山があった。

## 歴史
- 1889年（明治22年）4月1日 - 町村制の施行により、（旧）松尾村・野駄村・寄木村が合併し、北岩手郡松尾村が成立。
- 1897年（明治30年）4月1日 - 郡の統合により北岩手郡と南岩手郡が合併し、岩手郡を設置[1]。松尾村は岩手郡所属となる。
- 2005年（平成17年）9月1日 - 西根町・安代町・松尾村が合併し、八幡平市となる[2]。

## 歴代村長
袴田改緒
1889年（明治22年）6月18日 - 1898年（明治31年）12月30日
初代村長。盛岡の加賀野出身で、以前は金田一村戸長などを務めていた。
発足当時の松尾村には村長に適任の人物がいなかったため、外部から有給で招聘された。
一身上の都合により辞職した。1914年（大正3年）に死去。
孫娘に女優の園井恵子がいる。
中村勝
1899年（明治32年）3月14日 - 1899年（明治32年）12月28日
村内にも行政の要職に足るだけの人物が散見されるようになったことから、村長の有給制は廃止され、名誉職となった。
畠山文治
1900年（明治33年）2月29日 - 1906年（明治39年）11月26日
藤田新太郎
1906年（明治39年）11月27日 - 1915年（大正4年）7月3日
花坂孝
1915年（大正4年）7月16日 - 1918年（大正7年）3月15日
高橋直記
1918年（大正7年）4月30日 - 1923年（大正12年）4月26日
乙部彦蔵
1923年（大正12年）7月5日 - 1927年（昭和2年）7月4日
畠山刈男
1927年（昭和2年）7月5日 - 1932年（昭和7年）2月25日
1932年から、村長は再び有給制となった。
中村四郎
1933年（昭和8年）5月18日 - 1937年（昭和12年）5月18日
初の公選制による村長。それまでの村長は議会による推薦だった。
中村勝の長男であり、父子2代にわたって村長職に就いたことが話題となった。
なお、中村父子は岩手県議会議員も2代で就任している。
畠山刈男
1937年（昭和12年）5月23日 - 1946年（昭和21年）11月30日
中村四郎
1947年（昭和22年）4月5日 - 1949年（昭和24年）9月27日
藤根順衛
1949年（昭和24年）11月5日 - 1955年（昭和30年）4月2日
村長を辞したのち、岩手県議会議員に当選し、議長まで務めた。
沼田宗一
1955年（昭和30年）4月30日 - 1979年（昭和54年）4月29日
石羽根重志
1979年（昭和54年）4月30日 -
佐々木正四郎
1995年（平成7年）4月30日 -
最後の村長。

## 姉妹都市・友好都市

### 国内
- 宮古市（岩手県）
  - 旧・田老町と1986年（昭和61年）10月1日姉妹都市提携
- 名護市（沖縄県）
  - 1988年（昭和63年）1月28日友好都市提携

### 日本国外
- オーストリア アルテンマルクト・イム・ポンガウ（ドイツ語版）（ザルツブルク州ザンクト・ヨーハン・イム・ポンガウ郡）
  - 1994年（平成6年）11月13日友好都市提携

## 教育
- 小学校
  - 松尾村立柏台小学校
  - 松尾村立松野小学校
  - 松尾村立寄木小学校
- 中学校
  - 松尾村立松尾中学校

## 交通

### 鉄道路線
現存路線
- 東日本旅客鉄道（JR東日本）
  - 花輪線：北森駅 - 松尾八幡平駅 - 安比高原駅

廃止路線
- 松尾鉱業鉄道

### 道路
- 高速自動車国道
  - 東北自動車道：松尾八幡平IC - 前森山PA
- 一般国道
  - 国道282号
- 主要地方道
  - 岩手県道23号西根八幡平線（八幡平アスピーテライン）
  - 岩手県道45号柏台松尾線
- 一般県道
  - 岩手県道212号雫石東八幡平線
  - 岩手県道318号八幡平公園線（八幡平樹海ライン）

## 名所・旧跡・観光スポット
- 八幡平温泉郷
  - 藤七温泉
- 松川温泉
- 東八幡平温泉
- 金沢清水（名水百選）

## 松尾村を舞台にした作品
- 同胞 (映画)[11]

## 出身有名人
- 園井恵子 - 女優
- 花光節夫 - 大相撲力士
- 高橋温 - 住友信託銀行元社長
- 小林陵侑 - スキージャンプ選手